# Henrique Armés
Henrique Mário da Silva Armés (Lisboa, 20 de Agosto de 1969) é um médico veterinário português, especialista na aplicação de membros biónicos em animais de companhia.
Desde 2010, Henrique Armés tem vindo a desenvolver investigação e prática clínica na área das endo exopróteses em animais amputados. O primeiro implante foi feito na cadela Sultana, portadora de um carcinoma. A endo-exo prótese consiste num dispositivo de metal que é implantado no osso e é composto por diversos módulos que, grosso modo, se dividem em uma parte interior (endo) e uma outra exterior (exo) aplicados na pata do animal.

Henrique Armés é licenciado em Medicina Veterinária pela Universidade Técnica de Lisboa, Mestre pela Universidade Técnica de Lisboa e Mestre pela Universidade Autónoma de Barcelona, onde também efetuou o seu Doutoramento. Efetuou um MBA no Instituto Superior de Economia e Gestão.

Atualmente é membro da equipa de investigação de projeto de “regeneração do osso” âmbito da FCT - Fundação para a Ciência e a Tecnologia e está envolvido vários projetos de investigação no âmbito cirúrgico; é também membro do corpo Científico e de desenvolvimento da empresa Ceramed. 

Henrique Armés foi co-autor de um capítulo numa publicação científica internacional dedicada à regeneração do osso. «Distraction Osteogenesis: Biological Principles and Its Application in Companion Animals» foi publicado a 2 de outubro de 2019.

Na área do Ensino, lecciona na Faculdade de Medicina Veterinária da Universidade Lusófona, como professor regente, das disciplinas de Cirurgia, tendo sido também docente na Universidade Católica Portuguesa na disciplina de Bio-materiais. 
Henrique Armés foi membro da equipa de investigadores que participaram no estudo sobre a Aplicação de um implante personalizado moldado em 3D para o tratamento do ligamento cruzado em cães causado pelo avanço da tuberosidade da tíbia.

Publicou ainda recentemente Polyvinyl alcohol/chitosan wound dressings loaded with antiseptics  (25/01/2021) e Antibacterial bioglass in dental implants: a canine clinical study  (3/08/2021).